# NGC 4030
NGC  4030 è una galassia a spirale che si trova a circa 64 milioni di anni luce di distanza nella costellazione della Vergine.

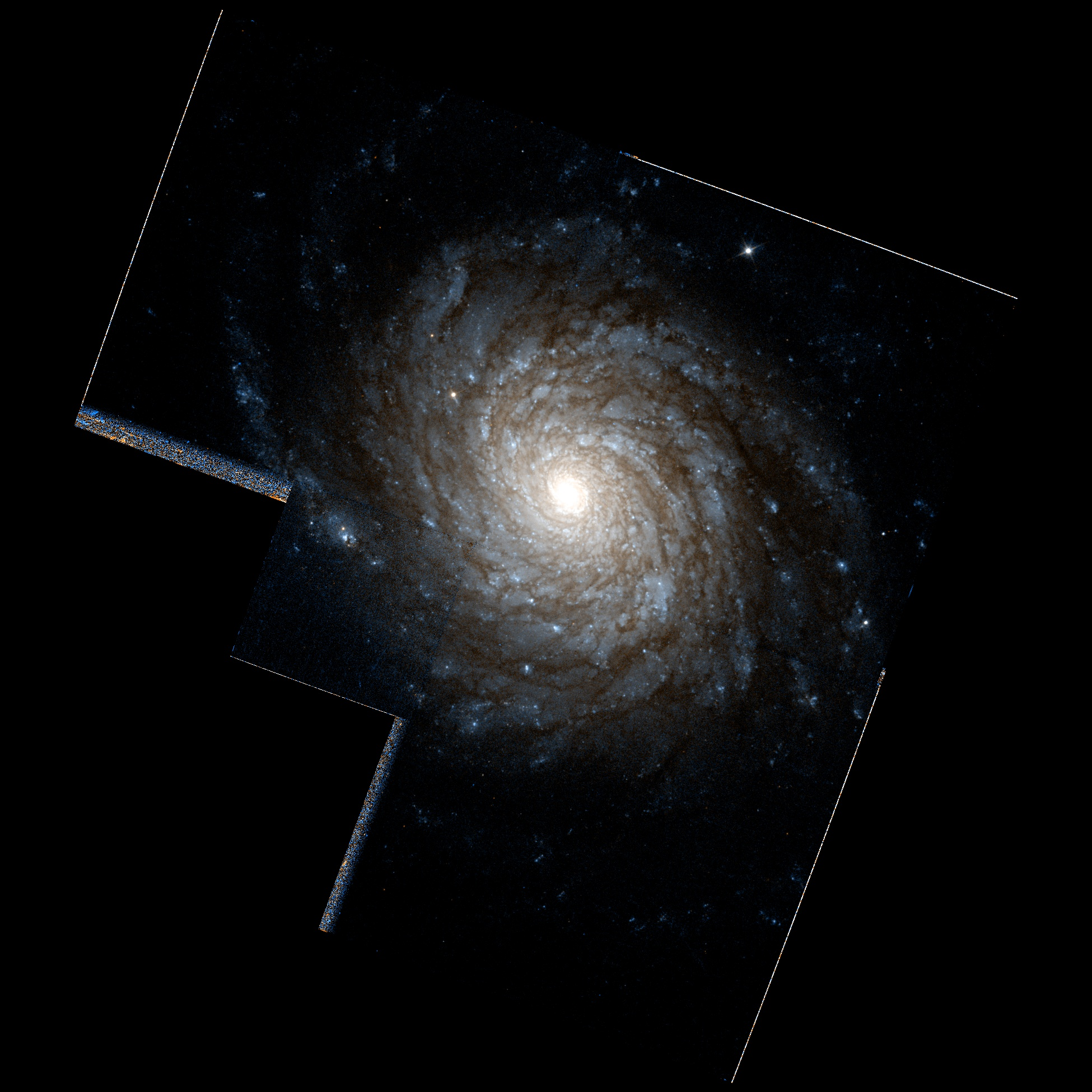
NGC 4030